# Comuna Muhariv, Slavuta
Muhariv (în ucraineană Мухарів) este o comună în raionul Slavuta, regiunea Hmelnîțkîi, Ucraina, formată din satele Muhariv (reședința) și Uleanivka.

## Demografie
Componența lingvistică a comunei Muhariv
     Ucraineană (99,86%)
     Alte limbi (0,14%)
Conform recensământului din 2001, majoritatea populației comunei Muhariv era vorbitoare de ucraineană (99,86%), existând în minoritate și vorbitori de alte limbi.